# Belén González Díaz
María Belén González Díaz (Valladolid, 28 de diciembre de 1954), conocida como Belén González, es una artista española, con escultura en espacio público. 

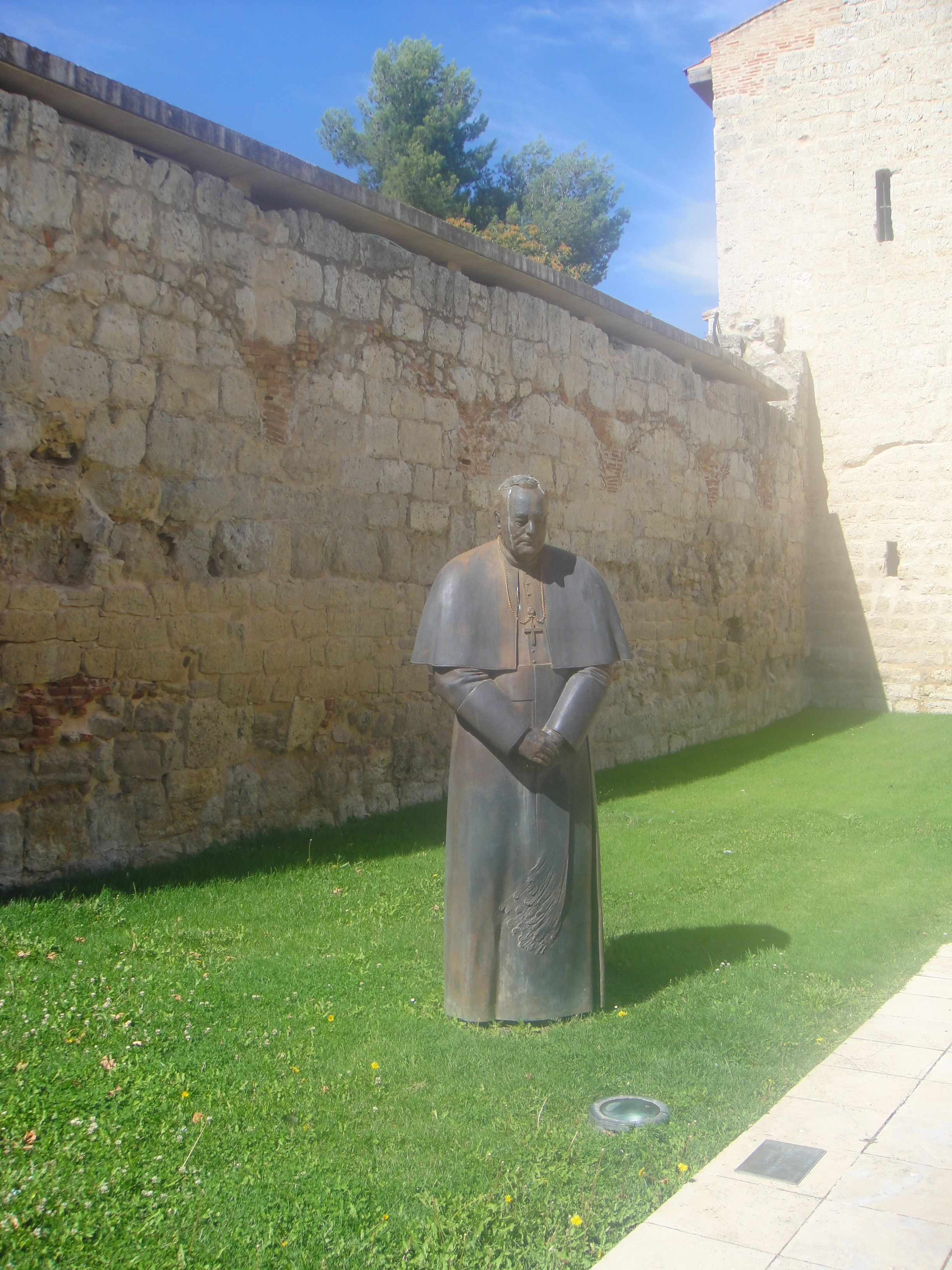
Cardenal Carlos Amigo

## Biografía
Interesada en la escultura desde la infancia, se matriculó a los 14 años en la Escuela de Artes y Oficios de Valladolid, aprendiendo los fundamentos de modelado de la escultora Ana Jiménez. Se licenció en la Facultad de Filosofía y Letras en Historia del Arte de Valladolid en 1978 y en la Facultad de Bellas Artes de la Universidad Complutense de Madrid en el año 1984 en la sección de Escultura.
Realizó sus primeras exposiciones colectivas y recibió sus primeros reconocimientos en su período de estudiante. Impartió la docencia y ejerció sus primeros pasos profesionales en Cáceres, y posteriormente en Valladolid, desde donde realiza su obra en diversas facetas, especialmente la escultura en diversos formatos, la medalla, el dibujo, y la ilustración de libros.

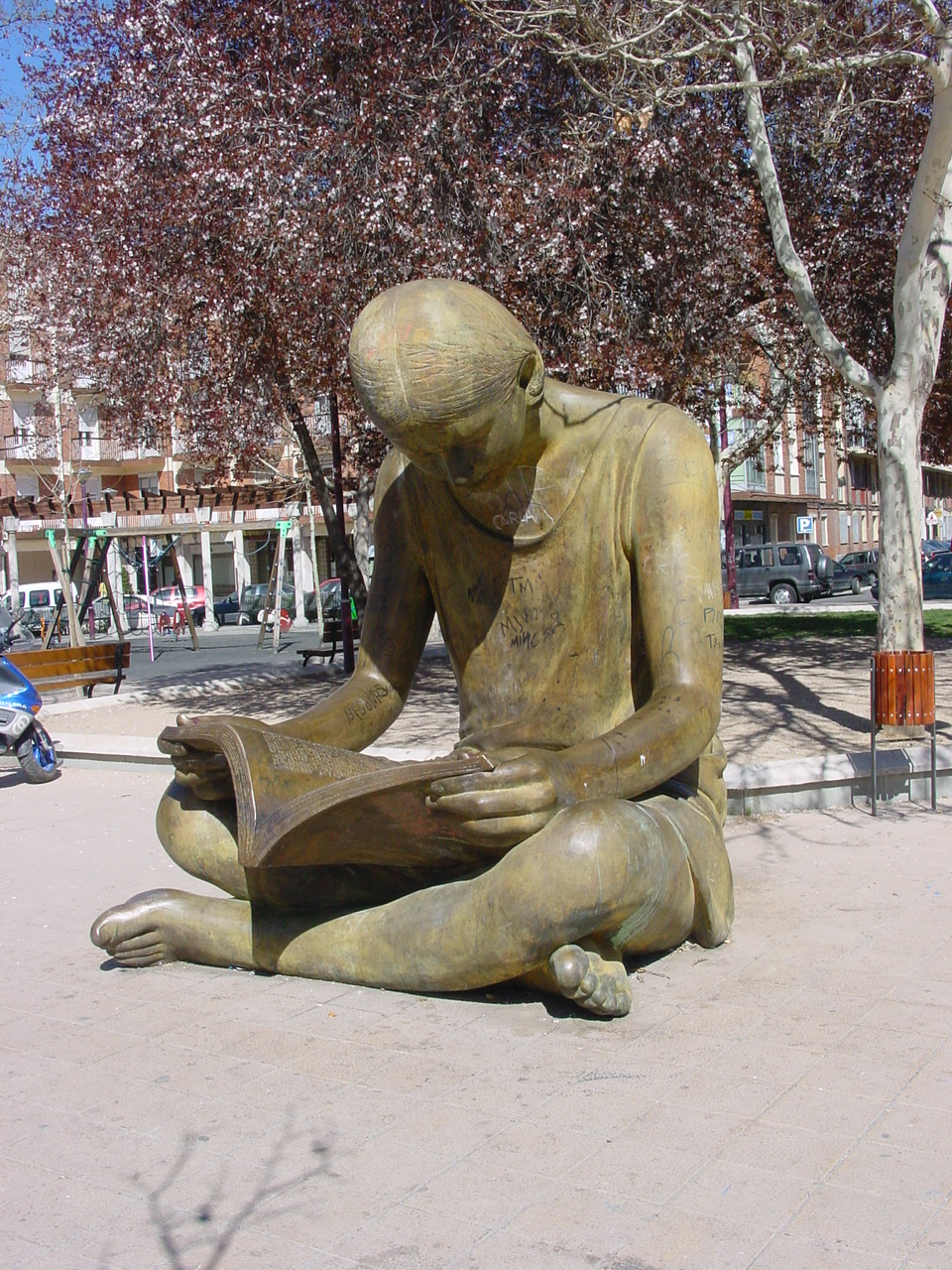
Niña leyendo Sara de Ur

## Estilo
Su obra escultórica puede verse en espacios públicos de diversas ciudades. Los temas que representa se apoyan en situaciones cotidianas y habituales, y en los bustos y retratos, en la biografía y actitudes del personaje retratado. Se ha descrito su trabajo artístico basado en la habilidad de dibujo y dominio de la técnica, con un figurativismo donde conviven "rasgos intemporales del más puro clasicismo con actitudes vivas y la actualidad más inmediata".
Su primera obra a escala natural en bronce fue en 1992 Pendiente del reloj, que se exhibe en Palma de Mallorca y representa a una mujer joven cargada con una cartera y una bolsa que mira el reloj. Para el concurso homenaje que hizo el Ayuntamiento de Valladolid al bailarín Vicente Escudero en 1995, González le representó preparándose para el baile, escuchándose los chasquidos de sus dedos. Se encuentra en el Campo Grande.     
La escultura de Elisa leyendo (también conocida como Niña leyendo), representa a una niña con un libro entre las manos que reproduce un párrafo de Sara de Ur, un texto de José Jiménez Lozano. La escultura El nadador ocupa la Plaza Mayor de La Cistérniga. Ambas piezas escultóricas, de gran tamaño, en bronce, colocadas sobre el pavimento del espacio central de las plazas, sin pedestal, son muy cercanas a los niños que las utilizan para sus juegos.
Trabaja otros formatos de menor tamaño y más intimistas, como Elisa envuelta, en custodia en el Museo de la Universidad de Valladolid (MUVA), o Pie, en el Parque de las Américas en Palencia. El busto del Dr. Ernesto Sánchez Villares, en el Salón de grados de la Universidad de Valladolid y el del escritor Miguel Delibes en el salón a él dedicado en el vallisoletano Teatro Calderón, son obra de González de los años 1996 y 1993 en espacios públicos, así como otras obras en formato de bajorrelieve.
Parte de su obra escultórica y pictórica ha sido exhibida en exposiciones colectivas e individuales, especialmente la realizada en la 2007 en el Museo de San Francisco de Medina de Rioseco, en la Facultad de Filosofía y Letras en 2012 y la dedicada exclusivamente a sus dibujos en el Museo de la Universidad de Valladolid en 2022.

## Obras

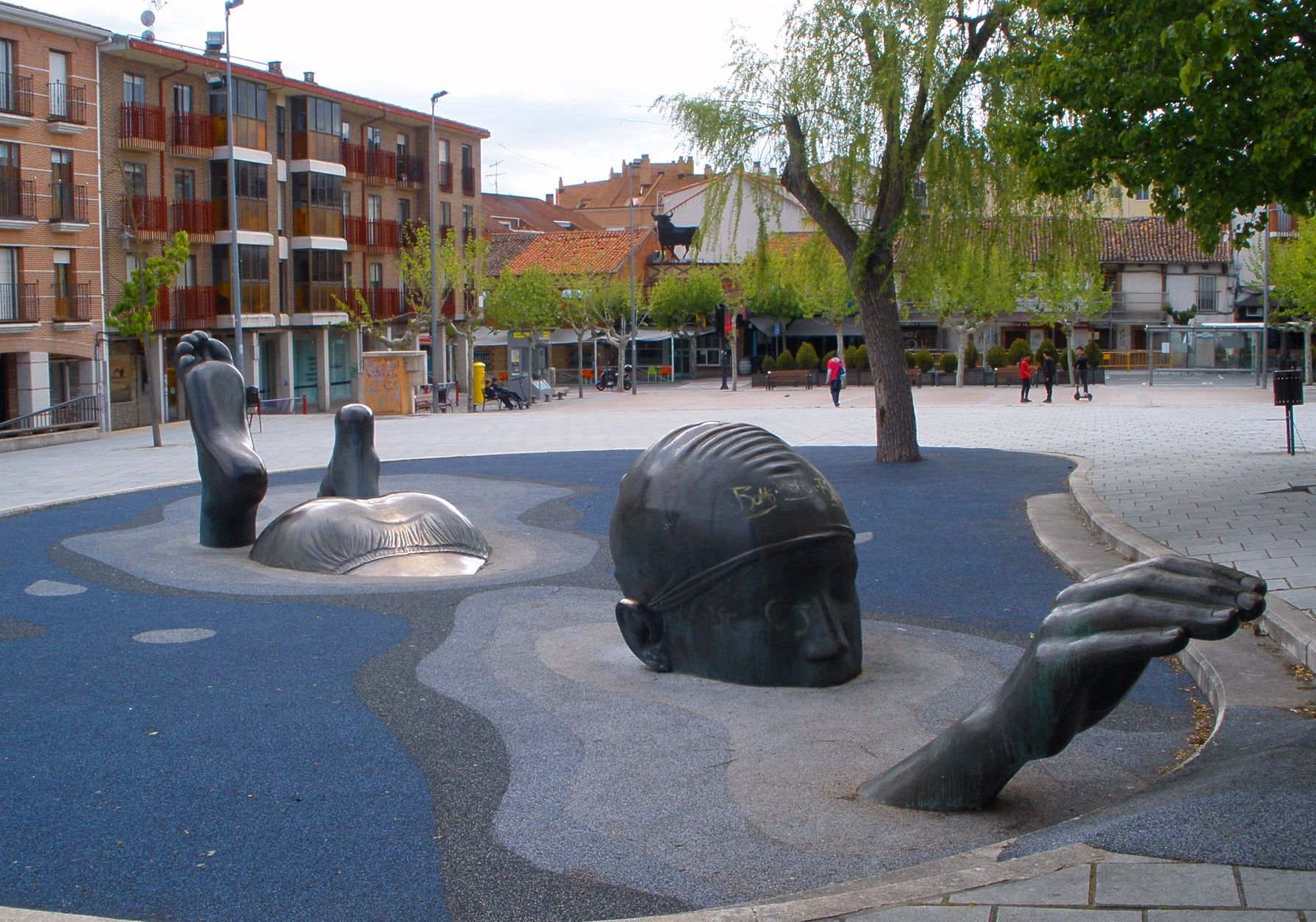
Nadador (La Cistérniga, 1999)

### En espacios públicos
- Pendiente del reloj (1992) Palma de Mallorca
- Homenaje al bailarín Vicente Escudero (1995) Valladolid
- Membrillo. Valladolid
- Cardenal Carlos Amigo, (2005) Medina de Rioseco[15]
- Nadador, La Cistérniga
- Niño nadando, fuente en Mijas Costa
- Elisa leyendo Valladolid[16]
- Matrimonio, Valladolid
- Diálogo de El coloquio de los perros, en la Casa de Cervantes de Valladolid.
- Pie y pájaro, (hoy alterada) en Palencia[17]
- Busto del Dr. Ernesto Sánchez Villares (1996) Valladolid
- Busto de Miguel Delibes (1993) Valladolid

### En museos, exposiciones y colecciones privadas
- Elisa dormida (1988)
- Elisa envuelta (1988)
- Elisa leyendo (1997)
- Busto de Gustavo Martín Garzo (2005)
- Busto de Pedro Gómez Bosque (2004)
- Busto de José Jiménez Lozano
- Mano como paloma (1997)
- Retrato (dibujo) del escritor Miguel Delibes
- Juegos de cordel, relieve en bronce
- Juegos de pelota (Laguna de Duero)

## Premios y reconocimientos
Ganó en 1992 el premio Santa Lucía "Proyectos para un espacio", en 1995 el Premio Escultura Ciudad de Valladolid, Recibió en 1998 el  Premio Lorenzo el Magnífico. de la “II Biennale Internazionale dell ́Arte Contemporanea” de Florencia, y en la misma ciudad en 2000 la medalla de plata en la especialidad de escultura en la Bienal Internacional de Arte Contemporáneo.